# 新関岳雄
新関 岳雄（にいぜき がくお、1917年3月11日 - 1986年10月20日）は、日本のフランス文学者。山形大学名誉教授。
山形県生まれ。旧制山形中学校、旧制山形高等学校を経て、1941年東京帝国大学文学部仏文科卒業、山形大学助教授、教授、81年定年退官、名誉教授、山形女子短期大学学長。郷里の先輩・阿部次郎についても研究した。

## 著書
- 『光と影 ある阿部次郎伝』三省堂ブックス 1969
- 『動かぬ帆船 新関岳雄句集』えんじ句会 1982
- 『若き日の阿部次郎 『三太郎の日記』が世に出るまで』阿部次郎顕彰会 1983
- 『影と声 ある阿部次郎伝』深夜叢書社 1985
- 『文学の散歩道』新関昭男撮影 山形新聞社 1986

### 翻訳
- レオン・ブルム『結婚について』福永英二共訳 ダヴィッド社 1951、角川文庫 1959
- C.セーニョボス『フランス民主主義発展史』福永英二共訳 月曜書房 1951
- エドワール・カリック『アムンゼン 極地探検家の栄光と悲劇』松谷健二共訳 白水社 1967
- ジョセフ=エミール・ミュレル『現代美術論』求龍堂 1968
- エンツオ・オルランディ編『トルストイ』「カラー版世界の文豪叢書」評論社 1976

## 注
1. ↑  『「現代物故者事典」総索引 : 昭和元年～平成23年 2 (学術・文芸・芸術篇)』日外アソシエーツ株式会社、2012年、81頁。
2. ↑  朝日新聞訃報、21日
3. ↑  『光と影』著者紹介